# アナウンサーのゆるちゃん/たりかしCh.
アナウンサーのゆるちゃん/たりかしCh.は、TBSアナウンサーによるYouTubeチャンネル及びTikTokアカウント。

## 概説
2021年12月14日に、所属部署であるTBSテレビ 総合編成本部 アナウンスセンターからの公認の下で、山本匠晃、山本里菜、近藤夏子、齋藤慎太郎によって開設された。
チャンネル名及びアカウント名の「たりかし」は、運営に携わる4人のアナウンサー（前述）の下の名前から、平仮名で最初に表記される文字を繋げたことに由来（山本匠晃：た、山本里菜：り、近藤夏子：か、齋藤慎太郎：し）。
開設当初から2022年2月までは「たーりーかーしーチャンネル」という名称で運営していたが、翌3月から現在の「アナウンサーのゆるちゃん/たりかしCh.」に変更した。
2022年からは、メンバーと以前、番組などで共演した著名人や所属の同僚であるTBSアナウンサー達がゲストとして一部動画に出演するようになった（詳細後述）。
2023年10月31日付で山本里菜がTBSテレビを退職し、以降はフリーアナウンサーとして活動するため、この日をもって当チャンネルの活動は一旦休止となった。

## メンバー
※備考、愛称を除き、それぞれのプロフィールをもとに記述。
| 名前                               | 生年月日              | 出身地   | 入社年度 | 主な担当番組                  | 愛称   |
| ---------------------------------- | --------------------- | -------- | -------- | ----------------------------- | ------ |
| 山本匠晃 （やまもと たかあき）     | 1984年6月13日（40歳） | 愛知県   | 2008年   | 『ひるおび』                  | たー   |
| 山本里菜 （やまもと りな）         | 1994年6月22日（30歳） | 千葉県   | 2017年   | 『ひるおび』、『JNNニュース』 | りー   |
| 近藤夏子 （こんどう かこ）         | 1996年8月4日（28歳）  | 東京都   | 2019年   | 『S☆1』、『ひるおび』         | かーこ |
| 齋藤慎太郎 （さいとう しんたろう） | 1997年4月20日（27歳） | 神奈川県 | 2020年   | 『Nスタ』、『ひるおび』       | しん   |

## ゲスト
一部動画で登場。※50音順。 ※職業・肩書きは、出演当時（TBSアナウンサーについては特記のない限り2023年10月31日時点）のもの。

### 著名人
- 相澤隼人（ボディビルダー）
- 漆原裕治（靴の製造・販売を行う「株式会社ハルタ」の営業係長、TBSテレビ『SASUKE』[7]史上3人目の完全制覇者）
- 大嶋あやの（アスリート、TBSテレビ『SASUKE』の出場者）
- 大島てる（実業家）
- 木梨憲武（とんねるず）[8]
- 鈴木雅喜（YouTuber）
- 竹脇まりな（YouTuber）
- ネプチューン（名倉潤・原田泰造・堀内健）
- 爆笑問題（太田光・田中裕二）
- 日置将士（千葉県印旛郡にある「キタガワ電気」店長、TBSテレビ『SASUKE』の出場者）
- 平林都（マナー講師）
- ボンボンTV（よっち・どみちゃん）
- ミッツ・マングローブ（タレント）
- 山田勝己（鉄工所社長、TBSテレビ『SASUKE』の第3回大会ファイナリストで、通称「ミスターSASUKE」）

### TBSアナウンサー
山本匠晃が2023年3月最終週から『Nスタ』の月・木曜ナレーション、『ひるおび』の火曜中継キャスター、『news23』の水 - 金曜ナレーション、『アフター6ジャンクション』の金曜パートナー（2023年10月から『アフター6ジャンクション2』第4週の月・火曜パートナー）と平日の全曜日に生放送番組を担当している関係で、当チャンネルへの出演機会が激減。このため、同僚のTBSアナウンサーのゲスト出演が以前よりもさらに増えている。
- 赤荻歩
- 伊藤隆佑
- 井上貴博
- 宇賀神メグ
- 宇内梨沙
- 小笠原亘
- 小沢光葵
- 上村彩子
- 喜入友浩
- 国山ハセン ※2022年12月でTBSテレビを退職
- 熊崎風斗
- 佐々木舞音
- 篠原梨菜
- 杉山真也
- 高野貴裕 ※2022年7月にアナウンス職を離れ、2023年4月からは総務局CSR推進部員と社長室SDGs企画部員を兼務
- 高柳光希
- 田村真子
- 出水麻衣
- 南波雅俊
- 古田敬郷
- 皆川玲奈
- 山形純菜
- 山内あゆ
- 山本恵里伽
- 良原安美
- 吉村恵里子
- 若林有子
- 渡部峻